# Государь всея Руси
Государь всея Руси (первоначально господарь всея Руси) — титул, использовавшийся Великими князьями Московскими. Государь всея Руси был главой Русского государства со времён Ивана III. В дальнейшем, титул использовался русскими царями.

## Происхождение титула

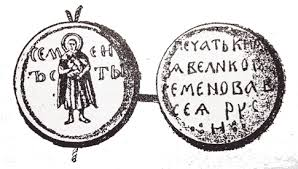

Приставка «всея Руси», которая заключала в себе претензию на верховную власть в пределах всех русских земель, до монгольского нашествия прилагалась к киевским князьям. После упадка Киева, обретения владимирскими князьями статуса «старейших в русской земле» и переноса кафедры киевского митрополита Максима во Владимир, владимирские князья стали именоваться князьями «всея Руси». В частности, так именовали себя, обладавшие титулом Великого князя Владимирского, тверской князь Михаил Ярославич (во всяком случае, так обращался к нему в официальном письме константинопольский патриарх Нифонт I), московские князья Иван Калита, Симеон Гордый, Василий Дмитриевич. В московский период титул «всея Руси» первоначально символизировал не претензии на объединение всех бывших земель Древнерусского государства, а претензии на возвышение над другими русскими князьями; в сферу политического объединения и построения единого Русского государства этот титул впервые переносится в связи с Великим Новгородом, который формально подчинялся Владимирским князьям, и в отношениях с боярской республикой московские князья опирались на расширенное толкование своей власти, как «великого княжения Владимирского и всея Руси». Тенденция же относить сюда и земли, принадлежащие Великому княжеству Литовскому, прослеживается не ранее 1480-90-х годов, во времена Ивана III, что было связано с обострением противоречий между государствами, когда в спорах с Литвой московские князья стали опираться на идею «всея Руси» как родовой вотчины Рюриковичей.
Слово «господарь» — наследие праславянского языка. Как титул главы государства оно впервые засвидетельствовано в русской канцелярии Казимира III — «господарь русской земли» — после захвата им части Королевства Русского (Война за галицко-волынское наследство). Затем в титулах Владислава Опольчика — «русской земли господарь», Ягайло — «король польский литовский, русский, иных земль господарь». Господарями также называли себя некоторые князья Северо-Восточной Руси (например, князья великого княжества Тверского) и Новгородская республика («Господарь Великий Новгород»).
В работе Андраша Золтана показано, что написание «государь» впервые появилось в письменном русском источнике лишь в 1645 году. До этого были распространены лишь написания (старинными буквами) «господарь», «осподарь» и сокращение «гдрь». Многие переиздатели (от поздних переписчиков летописей до профессиональных историков) вместо «гдрь» (господарь) писали расшифровку «государь», что и стало причиной мнения, будто написание «государь» появилось раньше.
В 2018 году Д. А. Хотимский представил слово «господарствахъ» в титуле гравированного плана Москвы Гесселя Герритса (Амстердам, ок. 1613 г.) разглядев в нём, исполненном «затейливой русской вязью», русскую букву «П», которую на самом знаменитом плане старинной Москвы за полтора века не заметил никто. Этому плану, найденному в 1837 году среди бумаг Петра I, тогда было дано имя «Петров чертёж». Ряд исследователей (И. М. Снегирёв, М. Н. Тихомиров и С. А. Клепиков, П. И. Гольденберг и многие другие), обращаясь к титульной надписи плана Москвы, воспроизведённой европейцем не позднее 1613 года, видели в ней слово «государствахъ», вместо написанного «господарствахъ».

## Носители титула

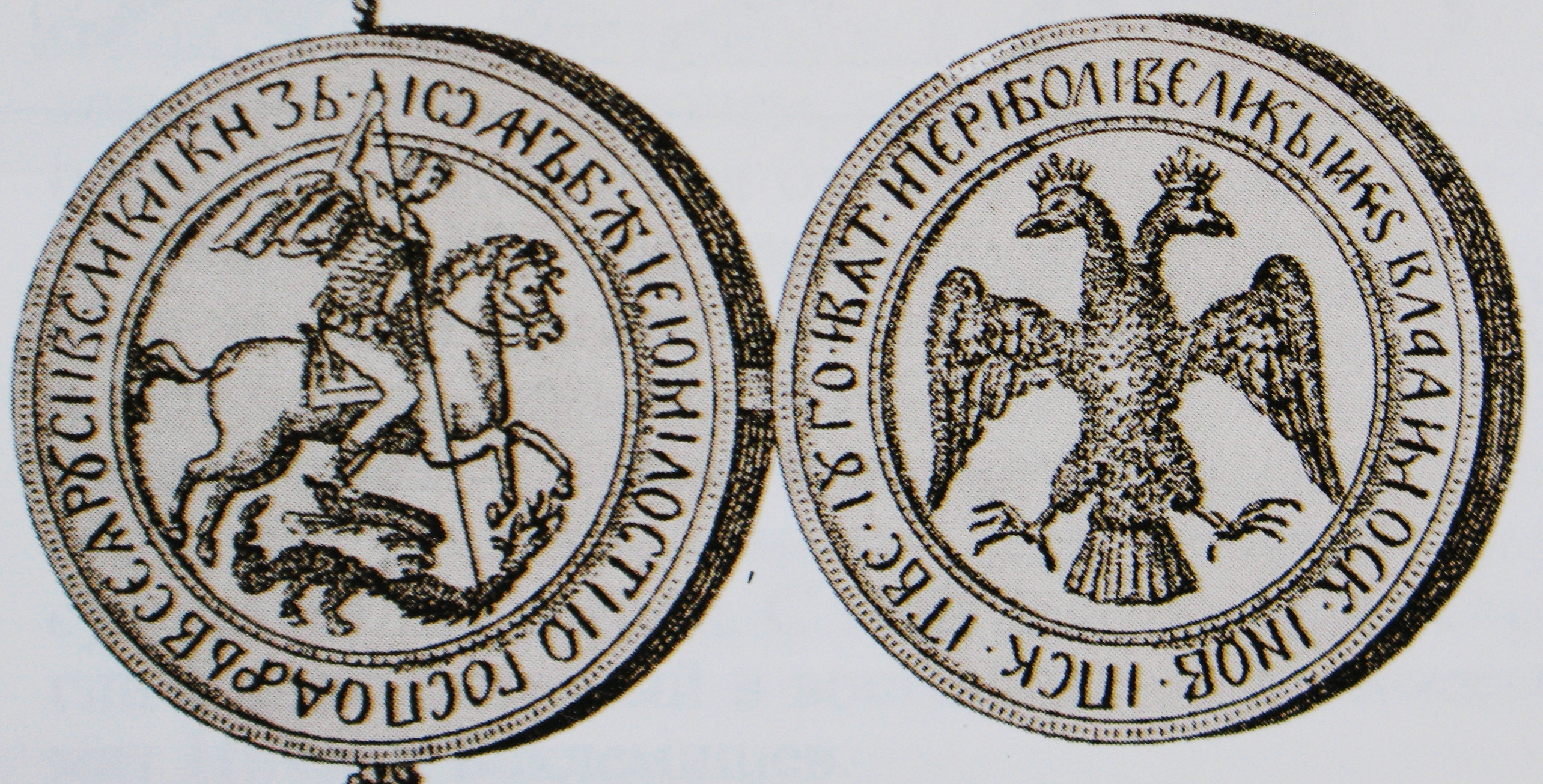

Первым «господарем всея Руси» (во всяком случае, первым, выпустившим монету с такой надписью) стал Дмитрий Шемяка, до этого именовавший себя просто «великий князь всея Руси». После Дмитрия Шемяки титул «господарь всея Руси» носили (среди прочих своих титулов) Василий II Тёмный, Иван III Васильевич, Василий III Иванович.

## В царское время
На ранних монетах Ивана Грозного имелась надпись «князь великий Иван Васильевич господарь всея Руси». После внедрения царского титула, слово «господарь», а затем «государь» входило в титул российских царей, но уже больше никогда не стояло вплотную к словам «всея Руси». Например, полный государев титул Алексея Михайловича звучал так:
«Божіею милостію, Мы Великій Государь, Царь и Великій Князь Алексѣй Михайловичъ, всея Великія и Малыя и Бѣлыя Россіи Самодержецъ, Московскій, Кіевскій, Владимірскій, Новгородскій, Царь Казанскій, Царь Астраханскій, Царь Сибирскій, Государь Псковскій и Великій Князь Тверскій, Югорскій, Пермскій, Вятскій, Болгарскій и иныхъ, Государь и Великій Князь Новагорода Низовскія земли, Черниговскій, Рязанскій, Ростовскій, Ярославскій, Бѣлоозерскій, Удорскій, Обдорскій, Кондинскій и всея Сѣверныя страны Повелитель, и Государь Иверскія земли, Карталинскихъ и Грузинскихъ Царей и Кабардинскія земли, Черкасскихъ и Горскихъ Князей и инымъ многимъ Государствамъ и Землямъ Восточнымъ и Западнымъ, и Сѣвернымъ Отчичъ и Дѣдичъ, и Наслѣдникъ, и Государь и Обладатель».